# Storia della chemioterapia antineoplastica

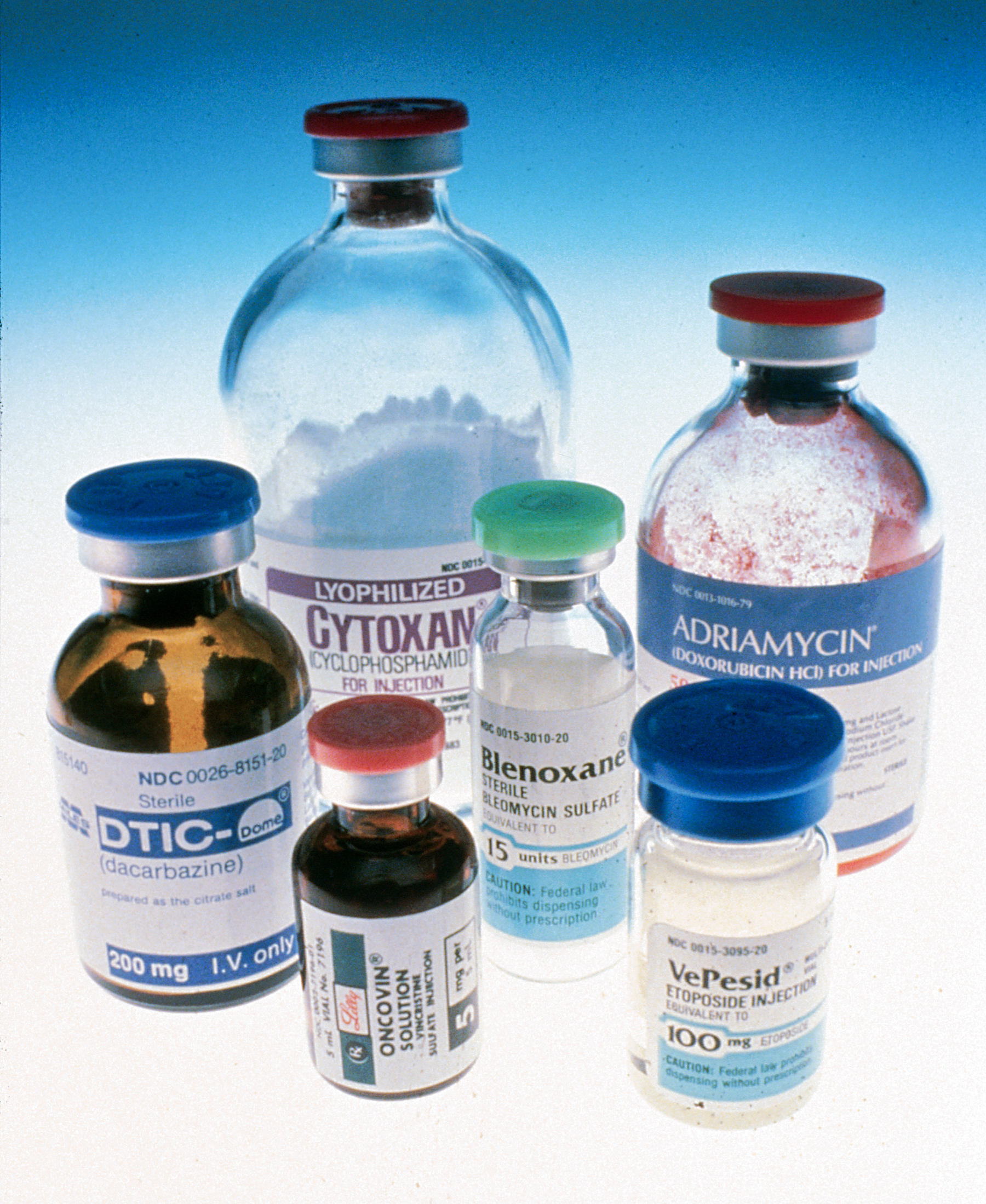
Sei bottiglie di farmaci chemioterapici per iniezione, commercializzati negli Stati Uniti nel 1993. In senso orario dal centro: bleomicina, un antibiotico antitumorale, vincristina, un veleno mandrino, dacarbazina, un agente alchilante, la ciclofosfamide, la mostarda azotata, doxorubicina, un'antraciclina e etoposide, un inibitore della topoisomerasi

La chemioterapia applicata alla cura delle neoplasie ebbe inizio negli anni quaranta con il primo utilizzo di mostarde azotate e di farmaci antagonisti dell'acido folico.
Da allora lo sviluppo e la produzione di farmaci per combattere il cancro esplosero in un movimento industriale multi-miliardario.

## Storia
Gli albori della moderna chemioterapia del cancro possono essere ricondotti direttamente alla introduzione delle armi chimiche durante la prima guerra mondiale da parte della Germania. Tra gli agenti chimici utilizzati, particolarmente devastante era il cosiddetto gas mostarda. Sebbene bandite dal protocollo di Ginevra nel 1925, l'avvento della seconda guerra mondiale destò preoccupazioni per la possibile reintroduzione delle armi chimiche. Preoccupazioni che portarono alla scoperta appunto della mostarda azotata come trattamento efficace per il cancro. Due farmacologi, Louis S. Goodman e Alfred Gilman, furono reclutati dal Dipartimento della Difesa degli Stati Uniti di allora per studiare potenziali applicazioni terapeutiche di agenti fino ad allora usati nella guerra chimica. Goodman e Gilman osservarono che l'iprite era un agente troppo volatile per essere adatto ad esperimenti di laboratorio. Così sostituirono l'atomo di zolfo della molecola con uno di azoto, trovando un composto più stabile nella mostarda azotata. Nel giro di un anno dall'inizio di questa ricerca un raid aereo dei tedeschi a Bari, in Puglia, espose più di mille persone al carico segreto della nave statunitense John Harvey, composto di bombe al gas mostarda. Il Dr. Stewart Francis Alexander, un tenente colonnello esperto di armi chimiche, fu poi incaricato di indagare sulle conseguenze. Le autopsie delle vittime rivelarono che era occorsa una profonda soppressione del tessuto linfatico e del midollo osseo in seguito all'esposizione al gas. Nella sua relazione il Dr. Alexander ipotizzava che il gas mostarda potesse dunque essere messo a frutto nel contribuire a sopprimere la divisione di alcuni tipi di cellule cancerose.